# Xyrichtys halsteadi
 Xyrichtys halsteadi és una espècie de peix de la família dels làbrids i de l'ordre dels perciformes.

## Hàbitat
Viu als fons sorrencs entre els 21-49 m de fondària.

## Distribució geogràfica
Es troba a Nova Guinea i a les Illes Mariannes.